# Громадська рада Майдану
Громадська рада Майдану — координаційний орган громадських рухів, організацій, неполітичних об‘єднань та ініціатив Майдану створений для підтримки, взаємодії та координації спільних дій.
До складу громадської ради могли увійти будь-які організації за такими критеріями:
- Внесок організації у розвиток Майдану;
- Репутація;
- Непричетність до парламентських політичних сил;
- Недонорська організація;
- Нерадикальність (які сповідують ненасильницькі дії).

На думку народного депутата Олега Медуниці, яку він висловив у ефірі «Громадського телебачення», Громадська рада Майдану є проектом Банкової. Ініціатором її створення був Владислав Оленченко
Діючі координатори Громадської Ради Майдану: Олександр Остапенко та Василь Печко